# Croix de chemin de Saint-Cergues
La croix de chemin de Saint-Cergues est une croix de chemin située à Saint-Cergues, en France.

## Localisation
La croix est située dans le département français de la Haute-Savoie, sur la commune de Saint-Cergues.

## Description
Il s'agit d'une croix en bois sculpté du XVIIIe siècle.

## Historique
L'édifice est classé au titre des monuments historiques en 1906.